# Kommandocentralen på Rømøvej
Kommandocentralen på Rømøvej er et militært bunkeranlæg beliggende på adresserne Rømøvej 2 og Rømøvej 4 i Kolding
Tyskerne opførte de 2 store bunkers under 2. verdenskrig (1944). Den ene som en underjordisk, hvor der var telefon- og fjernskrivertjeneste. Den anden som forstærkerstation, der skulle forbedre taletydeligheden på det tyske telefonnet. Tyskerne nåede kun blive færdige med forstærkerstationen inden kapitulationen.

## Forstærkerstationen bunkeren (Rømøvej 2)
Organisation Todt byggede bunkeren til forstærkerstationen (Rømøvej 2) som en ”Heeresbunker”. Denne type bunkers var beregnet til generalstabskvarterer, men bunkeren blev ændret til funktionen som forstærkerstation.
Bunkeren var bygget som Bauwerkstype Fluko.Sk
Bunkeren bestod af jernbeton med 2 m tykke ydermure og lofter, gulvet er 0,8 m tykt. Over hele bunkeren er der et 5 m tykt jordlag, der flugter med terrænets overflade. Bunkeren var beskyttet med skydeskår der kunne beskyde hele indgangen og sidefladen af bunkeren. Skydeskårene var beskyttet med en 5-6 cm tyk panserplade. Selve forstærkeranlægget var udført af Siemens AEG og Lorenz, Post- og Telegrafvæsenet besigtige anlægget den 10. maj 1945, beskrev det som et teknisk vidunder.
Bygningen var fra starten forsynet med et nødelektricitetsværk.
Post- og Telegrafvæsenet overtog de tyske fjernkabler og forstærkerstationer i Danmark, herunder den intakte forstærkerstation på Rømøvej 2 i Kolding
I 1951 blev begge bunkers overdraget til Civilforsvaret ved Rømøvej i Kolding. Herefter blev Forstærkerstationsbunkeren benyttet af det statslige civilforsvar som distriktskommandocentral. Herunder at rumme beredskabsregionschefen (før 1992 kaldet civilforsvarsregionschefen), beredskabsregionens kommandostab, en ABC central, A/F sektion (administration og faglig tjeneste (logistik)) og sygehusberedskabet.

## Telefon- og fjernskrivertjeneste bunkeren (Rømøvej 4)
Bunkeren var bygget som Bauwerkstype Fl 250
Ved overdragelsen til Civilforsvaret i 1951, blev bunkeren på Rømøvej 4 kommunal og fungerede som to-etages lokal kommandocentral. Den blev udstyret til at fungere som kommandocentral for den øverste kommunale administration, hvis det skulle blive nødvendigt pga. f.eks. Den Kolde Krig.
I 1994 besluttede Beredskabsstyrelsen at overdrage ejendomsretten til Kommandocentralen på Rømøvej 4, inkl. materiel vederlagsfrit til Kolding Kommune.
Bunkeren var tidligere udpeget til, at kongefamilien kunne bruge den i en krisesituation, når/hvis de var i denne landsdel.

## Museum
I 2012 besluttede Kolding Byråd, at Politimuseet, Frank Hansens Besættelsestidssamling og Våbenhistorisk Selskab kunne benytte rummene i Kommandocentralen på Rømøvej 4, der derefter blev delvis tømt for det originale inventar.